# Hermann von Helmholtz

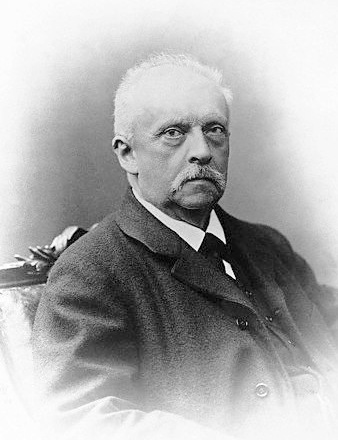
Hermann (von) Helmholtz

Hermann Ludwig Ferdinand Helmholtz, ab 1883 von Helmholtz, (* 31. August 1821 in Potsdam; † 8. September 1894 in Charlottenburg bei Berlin) war ein deutscher Mediziner, Physiologe und Physiker. Als Universalgelehrter leistete er wichtige Beiträge zur mathematischen Theorie der Optik, Akustik, Elektrodynamik, Thermodynamik und Hydrodynamik. So formulierte er das Energieerhaltungsgesetz endgültig aus, maß als Erster die Nervenleitgeschwindigkeit und entwickelte maßgeblich die Dreifarbentheorie. Er war einer der einflussreichsten Naturwissenschaftler seiner Zeit und wurde in Anspielung auf Otto von Bismarck auch als „Reichskanzler der Physik“ bezeichnet. Er erfand 1850 einen Augenspiegel, der ab 1851 der Augenheilkunde neue Möglichkeiten eröffnete.

## Leben

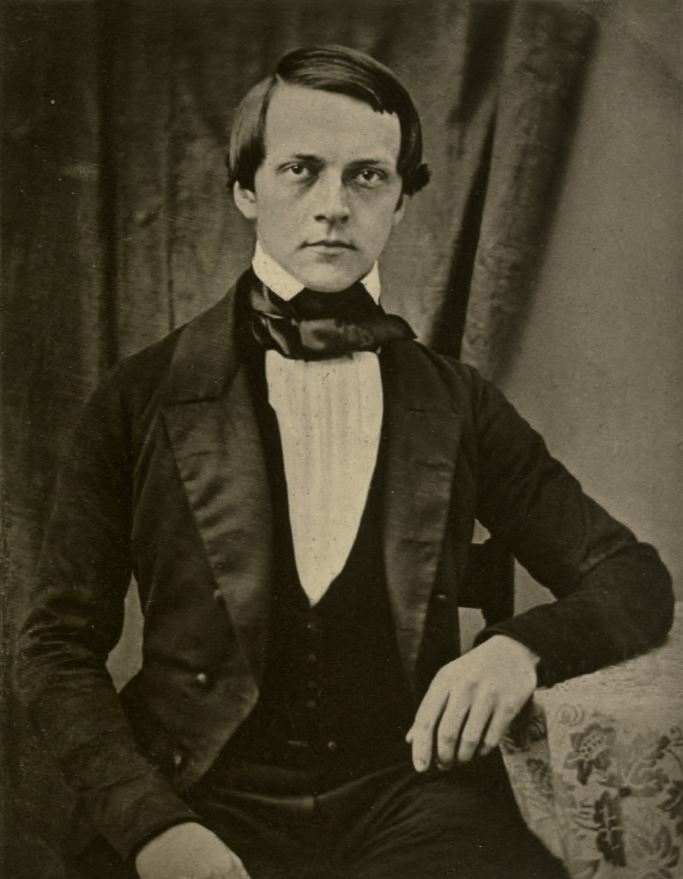
Hermann Helmholtz ein Jahr nach Veröffentlichung seines Artikels Ueber die Erhaltung der Kraft (1848)

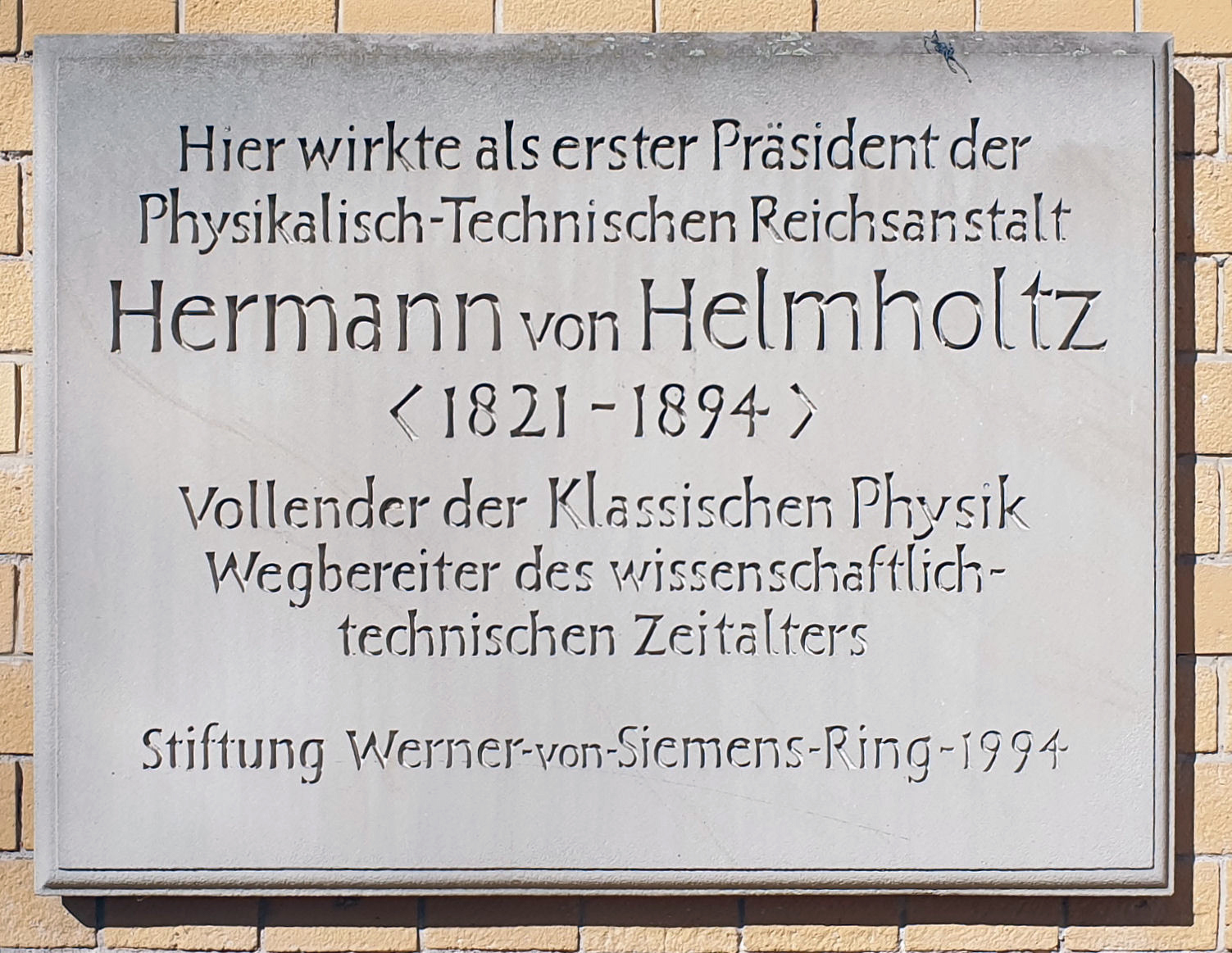
Gedenktafel an der ehemaligen Physikalisch-Technischen Reichsanstalt, in Berlin-Charlottenburg

Hermann Helmholtz war ein Sohn von August Ferdinand Julius Helmholtz und Caroline Penne (1797–1854). Zu seinem jüngeren Bruder Otto, der Ingenieur wurde, hatte er zeit seines Lebens eine enge Verbindung.
Er besuchte das Gymnasium „Große Stadtschule“ in Potsdam, an dem sein Vater als Direktor tätig war und von dem er schon zuvor in Philosophie und in alten und neuen Sprachen unterrichtet worden war.

### Studium und Tätigkeiten in Berlin und Potsdam
Schon der siebzehnjährige Helmholtz hatte großes Interesse an der Physik. Die Naturwissenschaften, insbesondere die Physik, galten jedoch als Fächer der brotlosen Kunst.
Daher studierte Helmholtz ab 1838 Medizin am Medizinisch-chirurgischen Friedrich-Wilhelm-Institut in Berlin, wo er unter anderem Schüler des Physiologen Johannes Müller war. Helmholtz wurde 1842 mit einer Arbeit in mikroskopischer Anatomie promoviert. Er war ein überdurchschnittlich befähigter Absolvent, jedoch deutete zunächst wenig auf eine akademische Karriere hin. Er arbeitete zunächst ein Jahr lang als Unterarzt an der Charité.
Ab 1843 diente Helmholtz in Potsdam, da das Studium an dem von ihm gewählten Institut die Verpflichtung zu einem anschließenden achtjährigen Militärdienst einschloss. 1846 wurde er Militärarzt im königlichen Regiment. 1848 wurde er auf Empfehlung Alexander von Humboldts vorzeitig aus dem Militärdienst entlassen und unterrichtete Anatomie an der Berliner Kunstakademie.

### Professuren für Physiologie in Berlin, Königsberg, Bonn und Heidelberg
1848 nahm Helmholtz in Nachfolge von Ernst Wilhelm von Brücke eine Professur für Physiologie in Berlin an. Er war auf seine Arbeit konzentriert und kümmerte sich weniger um die politischen Vorgänge (Deutsche Revolution 1848/49) – anders als etwa sein Kollege Emil Heinrich Du Bois-Reymond. Am 26. August 1849 heiratete er Olga von Velten (1827–1859).

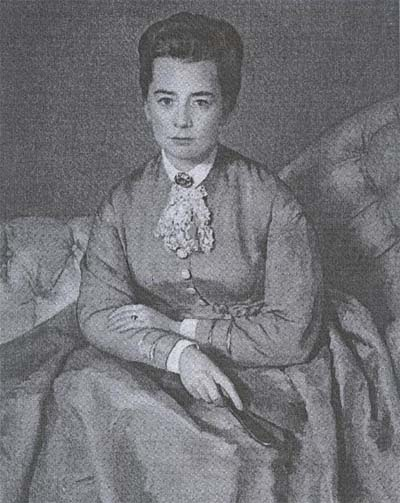
Anna Helmholtz (1869)

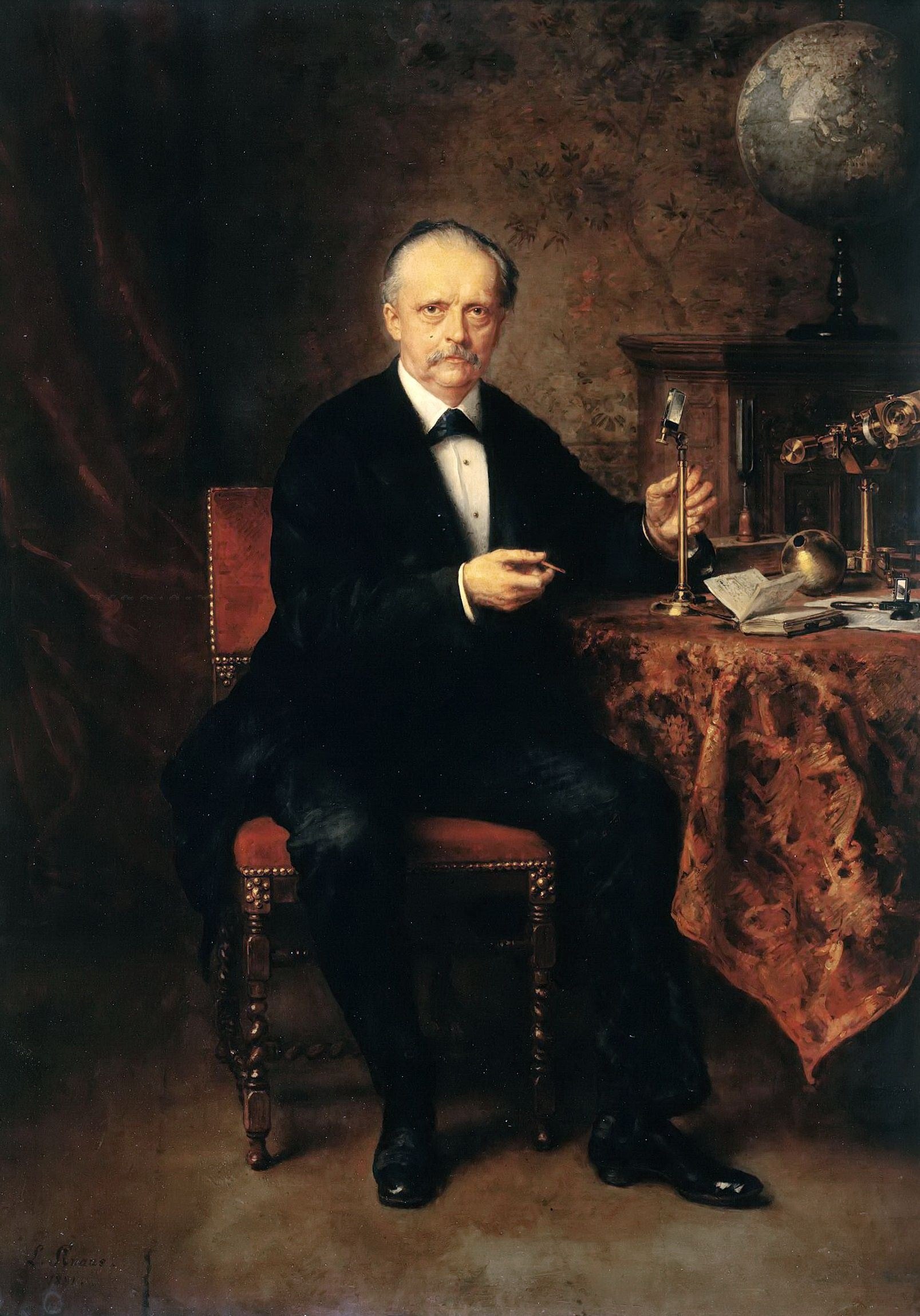
Hermann Helmholtz porträtiert
von Ludwig Knaus 1881

1849 erhielt er einen Ruf als Professor der Physiologie und Pathologie nach Königsberg. Seine tuberkulosekranke Frau vertrug jedoch das raue Klima in Ostpreußen nicht. Unter Vermittlung von Alexander von Humboldt zog Helmholtz 1855 nach Bonn, um dort den vakanten Lehrstuhl für Physiologie anzunehmen. Dort wohnte er in der Villa Vinea Domini. 1858 nahm Helmholtz eine gut bezahlte Professur in Heidelberg an, wo er bis 1870 als erster Inhaber eines Physiologielehrstuhls an der Universität Heidelberg tätig war. Von 1858 bis 1863 war dort auch Wilhelm Wundt sein Assistent. 1858 wurde Hermann von Helmholtz zum korrespondierenden und 1870 zum auswärtigen Mitglied der Bayerischen Akademie der Wissenschaften gewählt.
Im Dezember 1859 starb seine Frau Olga, die ihn mit zwei kleinen Kindern zurückließ. Am 16. Mai 1861 heiratete Helmholtz seine zweite Frau, Anna von Mohl (1834–1899). Aus beiden Ehen gingen insgesamt fünf Kinder hervor (drei Söhne und zwei Töchter). Ein Sohn aus erster Ehe war der Eisenbahnkonstrukteur Richard von Helmholtz (1852–1934). Eine Tochter aus der zweiten Ehe war Ellen von Siemens-Helmholtz (1864–1941), die Ehefrau des Industriellen Arnold von Siemens (ihr Schwiegervater war Werner von Siemens).
Helmholtz gehörte verschiedenen weiteren Akademien und Gelehrtengesellschaften im In- und Ausland an, darunter der Royal Society of Edinburgh (seit 1864), der Königlich Schwedischen Akademie der Wissenschaften (seit 1866) und der Königlichen Physiographischen Gesellschaft in Lund sowie der American Academy of Arts and Sciences (beide seit 1868), der American Philosophical Society (seit 1873) und der National Academy of Sciences (seit 1883).

### Professur für Physik in Berlin

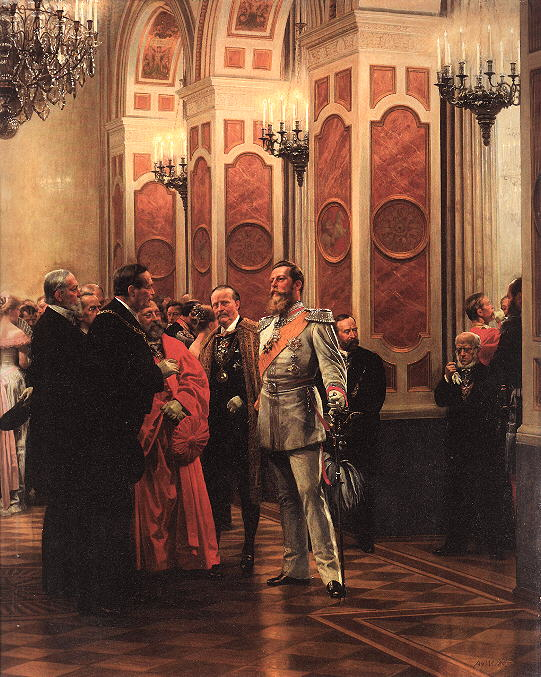
Hermann von Helmholtz (stehend neben Kronprinz Friedrich Wilhelm) auf dem Hofball im Weißen Saal im Berliner Schloss, Gemälde von Anton von Werner

Im Jahr 1870 starb der Ordinarius für Physik an der Friedrich-Wilhelms-Universität Berlin, Heinrich Gustav Magnus. Helmholtz wurde diese Professur angeboten. Da er sich in den letzten Jahren mehr mit Physik als mit Physiologie befasst hatte, nahm er das Angebot an und übernahm 1871 das Ordinariat. Helmholtz galt schon damals als einer der größten und vielseitigsten Denker und Forscher in Deutschland. Mit großem Aufwand wurde er von der gebildeten Bevölkerung Heidelbergs verabschiedet.
Im Jahr 1870 wurde Helmholtz zum Mitglied der Preußischen Akademie der Wissenschaften ernannt. Außerdem wurde er Mitglied der Königlich Schwedischen Musikakademie (1870) und der Königlichen Gesellschaft der Wissenschaften in Uppsala (1872).
1877/1878 amtierte er als Rektor der Universität. Von 1878 bis 1894 war Hermann von Helmholtz Präsident der Physikalischen Gesellschaft zu Berlin (PGzB), Am 27. Januar 1883 wurde Helmholtz in den preußischen Adelsstand erhoben. Ab 1882 war er, neben Wilhelm Foerster und Werner von Siemens, einer der Initiatoren für die spätere Gründung der Physikalisch-Technischen Reichsanstalt. Die vielen Neuerungen in der Elektrotechnik, der Messung von Strommengen bedurfte einer einheitlichen Normung. Im Jahr 1888  wurde Hermann von Helmholtz der erste Präsident der Physikalisch-Technischen Reichsanstalt in Charlottenburg.
Viele Schicksalsschläge verdüsterten das Leben von Helmholtz in der letzten Phase: der Tod seines Sohnes Robert (1889) und der Tod des Freundes Werner von Siemens (1892). 1894 starben sein Schüler und Freund Heinrich Hertz, dessen Nachlass von Helmholtz herausgab, und sein Kollege August Kundt.
Am 8. September 1894 starb Helmholtz an einem zweiten Schlaganfall. Er fand seine letzte Ruhe in der Abt. A.T.-52 auf dem Friedhof Wannsee, Lindenstraße. Der Entwurf der Grabanlage stammt vom Bildhauer Adolf von Hildebrand. Sein Grab ist seit 1967 als Ehrengrab der Stadt Berlin gewidmet.

### Familie
Helmholtz war zweimal verheiratet. Im Jahr 1849 heirateten in Berlin-Dahlem Hermann von Helmholtz und die Arzttochter Olga von Velten (1827–1859). Das Paar hatte zwei Kinder:
- Richard  (1852–1934)
- Katharina (1850–1878) ⚭ 1872 mit Freiherr Wilhelm von Branca (* 9. September 1844; † 12. März 1928)

Nach dem Tod seiner ersten Ehefrau heiratete er 1861 in Heidelberg Anna von Mohl (1834–1899), eine Tochter des Staatswissenschaftlers Robert von Mohl († 1875). Das Paar hatte zwei Söhne und eine Tochter:
- Robert (1862–1889)
- Ellen (1864–1941) ⚭ 1884 mit Arnold von Siemens (1853–1918)
- Friedrich Julius (1868–1901).

### Ehrung
Anlässlich seines 70. Geburtstages am 31. August 1891 ernannte ihn seine Heimatstadt Potsdam zum Ehrenbürger.

## Forschung
Helmholtz war ein außerordentlich vielseitiger Wissenschaftler, der sich auch für die Zusammenhänge von Physik, Physiologie, Psychologie und Ästhetik interessierte. Die nachfolgende Gliederung ist daher nur als Anhaltspunkt zu verstehen.
Beispielsweise gelangte Helmholtz zu Beginn seiner wissenschaftlichen Arbeit durch physiologische Untersuchungen über Gärung, Fäulnis und die Wärmeproduktion der Lebewesen (die er hauptsächlich auf Muskelarbeit zurückführte) zur Ausformulierung des Energieerhaltungssatzes, also eines elementaren Gesetzes der Physik. In Heidelberg befasste sich Helmholtz ab 1858 mit den medizinischen Grundlagen der optischen und akustischen Physiologie – und zur selben Zeit mit Fragen der theoretischen Physik (Hydro- und Elektrodynamik) und mit mathematischen Fragestellungen (Geometrie).

### Physiologie

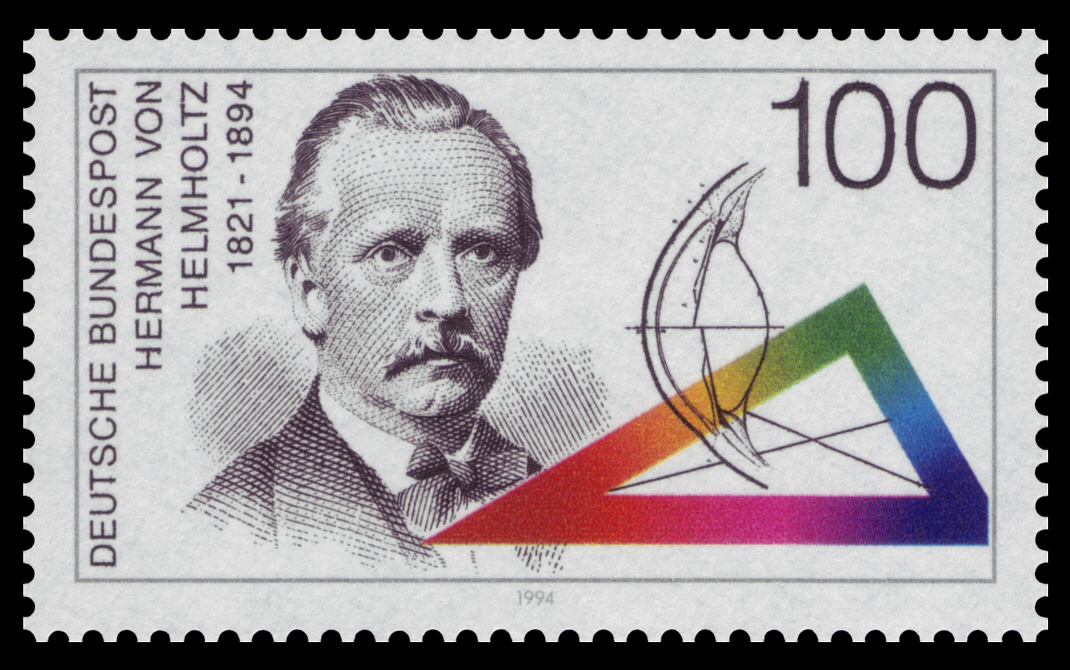
Deutsche Sonderbriefmarke 1994 mit Helmholtz-Porträt, menschlichem Auge und Farbdreick

Bereits 1842 wies Helmholtz in seiner Doktorarbeit den Ursprung der Nervenfasern aus Ganglienzellen nach. 1846 richtete sich Helmholtz während seiner Zeit als Militärarzt in Potsdam ein Labor ein und verfasste eine experimentelle Arbeit Ueber den Stoffwechselverbrauch bei Muskelaktionen.
Mit den wie er aus dem anatomisch-physiologischen Institut von Johannes Müller hervorgegangenen Physiologen Emil Du Bois-Reymond und Ernst Brücke sowie dem später hinzugestoßenen Carl Ludwig bildete Helmholtz eine einflussreiche physikalische Physiologengruppe.

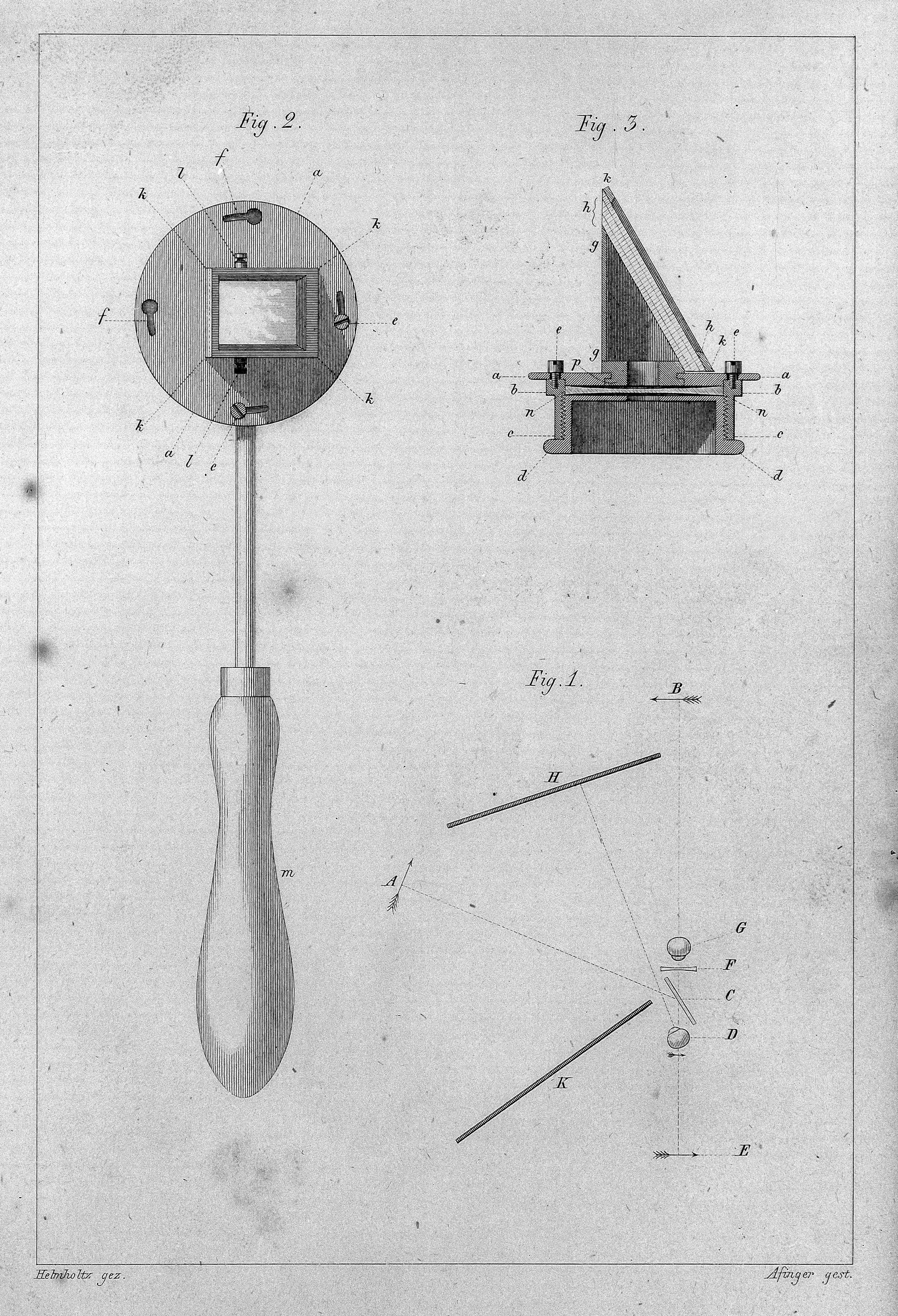
Helmholtzscher Augenspiegel (Ophthalmoskop), aus Hermann Helmholtz: Beschreibung eines Augenspiegels

Ab 1849 widmete sich Helmholtz, als Professor der Physiologie und Pathologie in Königsberg, bei seinen Forschungen intensiv den Sinnesorganen Auge und Ohr. Hier entwickelte er, geschildert insbesondere in einem 1901 erstmals durch Greeff veröffentlichten Brief Helmholtz’ an seinen Vater vom 17. Dezember 1850, ausgehend vom Prinzip der Totalreflexion, aus zusammengekitteten „Brillengläsern und Deckgläschen für mikroskopische Zwecke“ im Herbst 1850 den Augenspiegel (das Ophthalmoskop) zur Betrachtung des Augenhintergrundes als Ophthalmoskopie im aufrechten Bild. Der Augenspiegel ermöglicht, krankhafte Veränderungen des Augenhintergrunds, insbesondere der Netzhaut (etwa bei manchen Nierenleiden) zu erkennen. Solche Retinopathien beschrieben etwa 1856 der Augenarzt Moritz Heymann und 1859 Ludwig Traube.
Ferner entwickelte Helmholtz eine Apparatur zur Messung der Nervenleitgeschwindigkeit an Fröschen, das Myographion.

„Ich habe gefunden, dass eine messbare Zeit vergeht, während sich der Reiz, welchen ein momentaner elektrischer Strom auf das Hüftgeflecht eines Frosches ausübt, bis zum Eintritt des Schenkelnerven in den Wadenmuskel fortpflanzt. Bei großen Fröschen, deren Nerven 50 bis 60 Millimeter lang waren, und welche ich bei 2 bis 6 Grad Celsius aufbewahrt hatte, während die Temperatur des Beobachtungszimmers zwischen 11 und 15 Grad lag, betrug diese Zeitdauer 0,0014 bis 0,0020 einer Sekunde.“

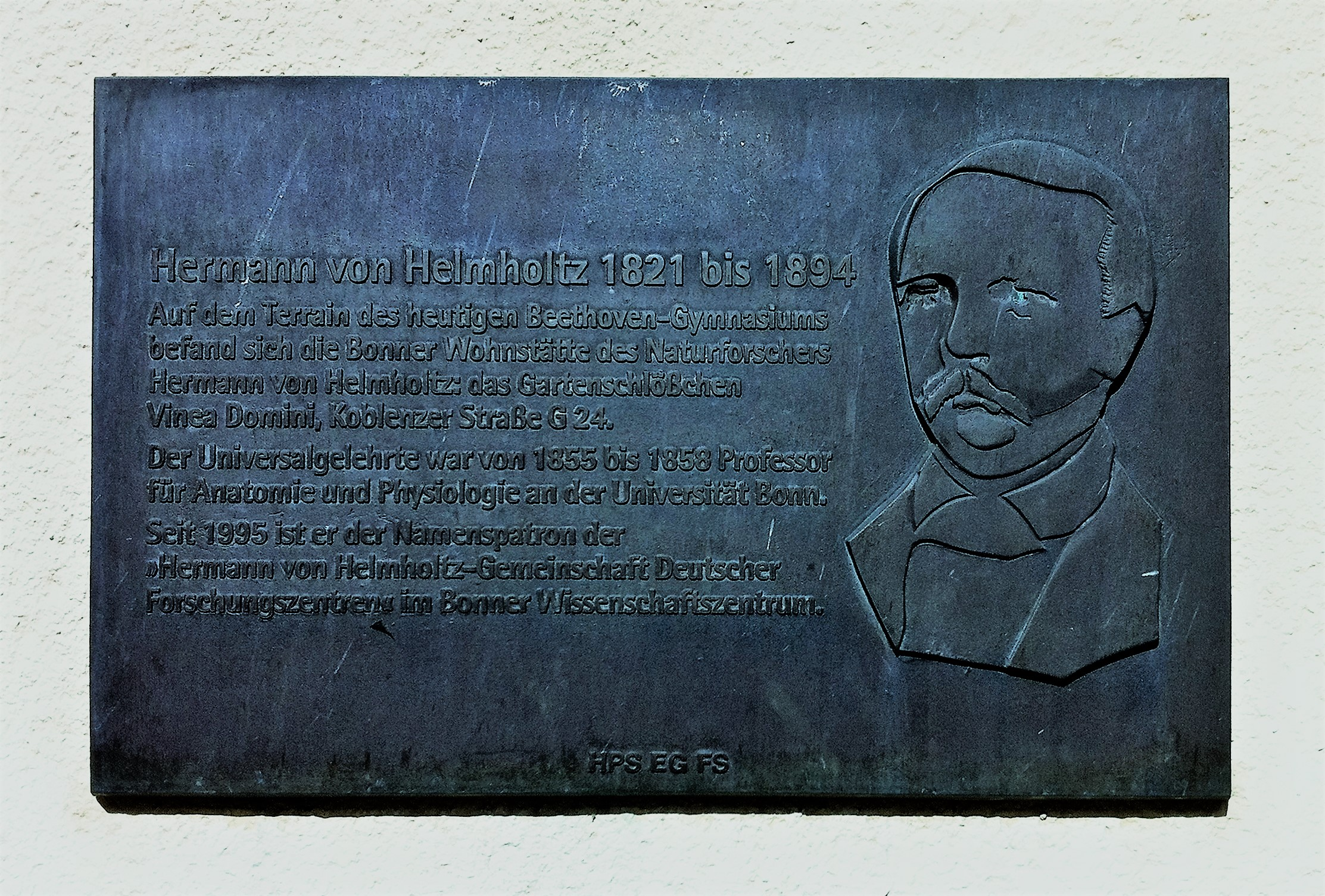
Gedenktafel am Beethoven-Gymnasium Bonn zu Helmholtz’ Professur für Anatomie und Physiologie in Bonn (1855–1858)

Helmholtz verhalf 1852 der von Thomas Young aufgestellten additiven Theorie des Farbensehens zum Durchbruch, wobei er zeigte, dass drei Grundfarben zur Erzeugung aller anderen genügen. Er vermutete, dass es deshalb drei Arten von Fotorezeptorzellen im Auge geben müsse (Dreifarbentheorie). 1851/1852 erfand und konstruierte er das Ophthalmometer zur Bestimmung der Krümmungsradien der Augenhornhaut, dem lichtbrechenden Medium des Auges, sowie 1857 das Telestereoskop.
Er entwickelte eine mathematische Theorie zur Erklärung der Klangfarbe durch Obertöne, die Resonanztheorie des Hörens, und darauf basierend Die Lehre von den Tonempfindungen als physiologische Grundlage für die Theorie der Musik (1863).
In erkenntnistheoretischen Diskussionen setzte sich Helmholtz mit Problemen des Zählens und Messens sowie der Allgemeingültigkeit des Prinzips der kleinsten Wirkung auseinander. Auf der Grundlage seiner optischen und akustischen Untersuchungen modifizierte er den klassischen Wahrnehmungsbegriff, lehnte im Gegensatz zu Kant die Existenz fester Anschauungsformen ab, und hielt es daher für möglich, nichteuklidische Geometrien anschaulich zu machen. Das Vier-Phasen-Modell des kreativen Prozesses geht auf Beobachtungen von Helmholtz zurück.
Im letzten Band seines 1856–1867 erschienenen Werks Handbuch der Physiologischen Optik stellte er dar, welche Rolle der unbewusste Schluss für die Wahrnehmung spielt.

### Physik

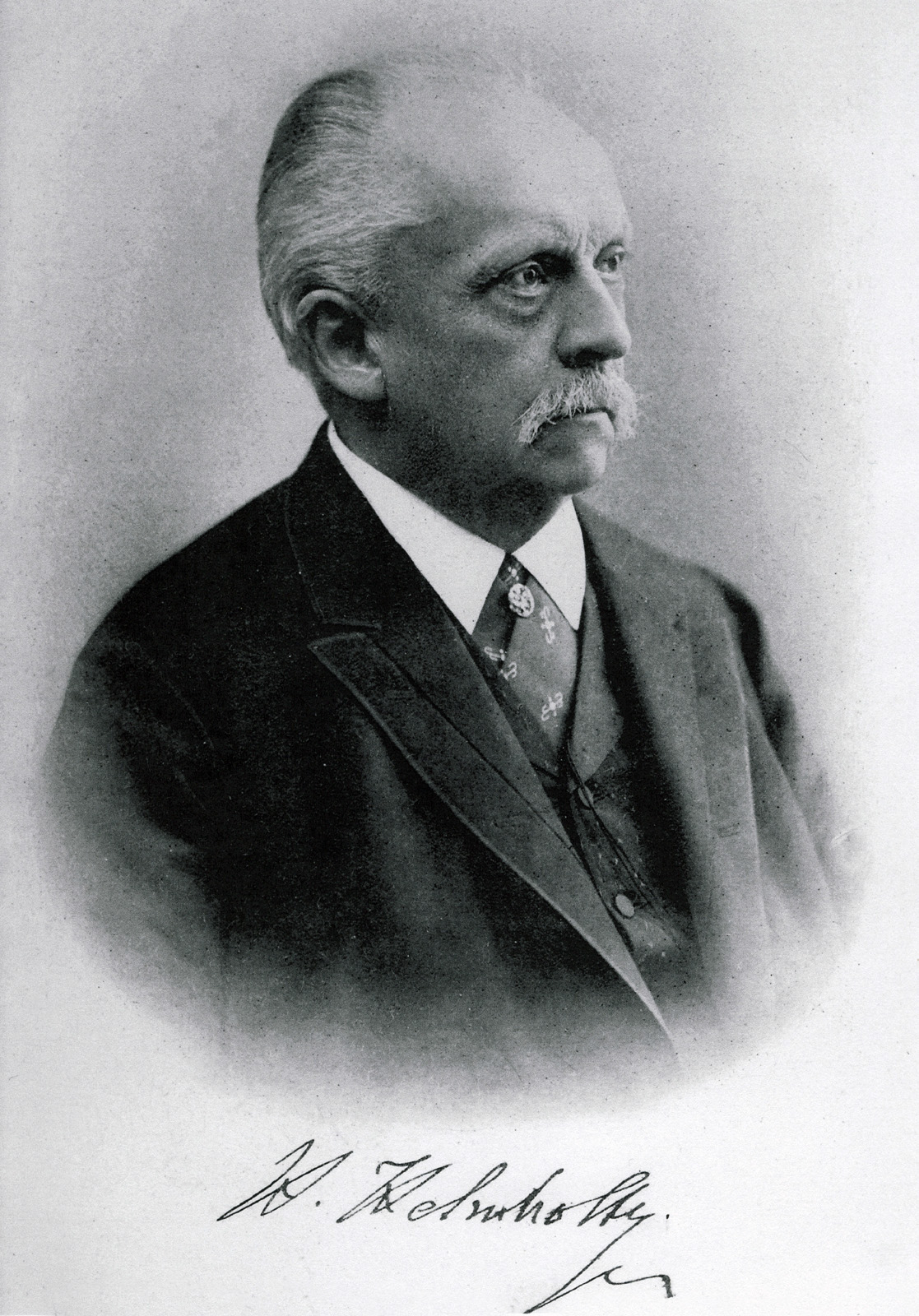
Hermann von Helmholtz
(Heliogravüre von 1894)

Ab Oktober 1845 kam Helmholtz mit dem Physik-Professor Heinrich Gustav Magnus in Kontakt.
Zur Physiker-Gruppe unter Magnus gehörten damals die unter anderem auf dem Gebiet der Elektrophysiologie tätigen Mediziner Ernst Wilhelm Brücke und Emil Du Bois-Reymond, mit dem Helmholtz lebenslang freundschaftlich verbunden war, sowie Werner von Siemens (Leutnant der Artillerie) und Johann Georg Halske (Mechaniker). Im Jahr 1845 gründete sich um die Gruppe die Physikalische Gesellschaft zu Berlin und eine Zeitschrift mit dem Titel Fortschritte der Physik.
In seiner Abhandlung Über die Erhaltung der Kraft (1847) formulierte er den Energieerhaltungssatz detaillierter, als Julius Robert von Mayer es 1842 getan hatte, und trug so wesentlich zur Anerkennung dieses zunächst sehr umstrittenen Prinzips bei. Die Vorwürfe des Plagiats vieler seiner Zeitgenossen wehrte er ab, indem er sagte, dass er die fünf Jahre davor erschienene Arbeit von Mayer nicht kannte. Durch Anwendung des Energieerhaltungssatzes auf Lebewesen widersprach Helmholtz den Vitalisten, die eine Vitalkraft als Grundkraft des Lebens annahmen.
Mit der Aufstellung seiner Wirbelsätze (1858 und 1868) über das Verhalten und die Bewegung von Wirbeln in reibungsfreien Flüssigkeiten lieferte Helmholtz wichtige Grundlagen der Hydrodynamik. Die mathematischen Grundlagen wurden als Helmholtz-Theorem bekannt. In Untersuchungen zur Elektrodynamik suchte Helmholtz einen Kompromiss zwischen den Theorien von Franz Ernst Neumann und James Clerk Maxwell. Mathematisch ausgearbeitete Untersuchungen über Naturphänomene wie Wirbelstürme, Gewitter oder Gletscher machten Helmholtz zum Begründer der wissenschaftlichen Meteorologie.
Zu den herausragendsten späteren Leistungen von Helmholtz zählen die drei Abhandlungen über die „Thermodynamik chemischer Vorgänge“ (1882/1883). Hier wandte Helmholtz die Hauptsätze der Thermodynamik auf die Elektrochemie an. Er führte den Begriff und die Funktion der freien Energie ein, mittels der sich voraussagen lässt, ob eine (elektro)chemische Reaktion nach Gesetzen der Thermodynamik (Gibbs-Helmholtz-Gleichung) möglich ist.

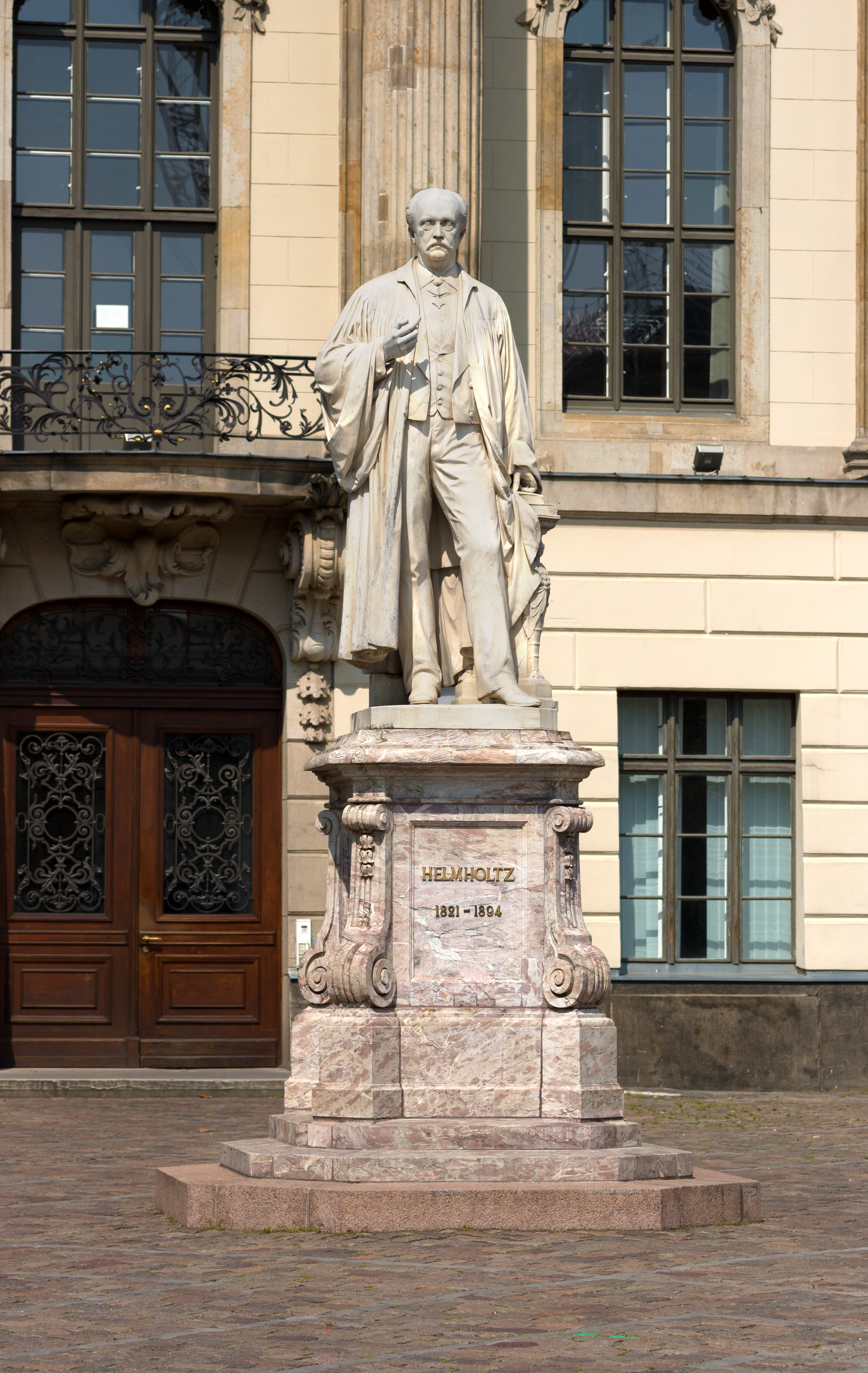
Helmholtz-Statue vor der Humboldt-Universität zu Berlin auf einem Sockel aus Marxgrüner Marmor

### Helmholtz-Spule
Hauptartikel: Helmholtz-Spule
Die Helmholtz-Spule ist eine häufig verwendete, einfache Geometrie zur Erzeugung eines allseitig zugänglichen nahezu homogenen Magnetfeldes.
Die Anordnung besteht aus zwei sich koaxial im Abstand gleich dem ihres Radius gegenüberstehenden Ringspulen mit gleicher Windungszahl.
Wenn die Einzelspulen gleichsinnig stromdurchflossen werden, erhält man einen großen Bereich mit konstanter Feldstärke.
Werden die Spulen gegensinnig durchflossen, erhält man im inneren Bereich einen weitgehend konstanten Feldgradienten.

### Helmholtz-Resonator
Hauptartikel: Helmholtz-Resonator
Ein zur Klanganalyse verwendeter akustischer Resonator (schwingungsfähiges System, das bei Anregung mit der Eigenfrequenz zu schwingen beginnt) besteht aus einer luftgefüllten Hohlkugel mit Öffnung.
Der Helmholtz-Resonator wird heute vielseitig angewendet, z. B. bei der Resonanzaufladung in Automotoren zur Leistungssteigerung und Verbrauchsreduzierung.

### Helmholtz-Differentialgleichung
Hauptartikel: Helmholtz-Gleichung
Als Helmholtz-Gleichung wird die allgemeine partielle Differentialgleichung
{\displaystyle \Delta \varphi +k^{2}\varphi =0}
bezeichnet. {\displaystyle \Delta } ist dabei der Laplace-Operator.
In der Elektrodynamik ergibt sich die Helmholtz-Gleichung aus der Wellengleichung für das Vektorpotential in Lorenz-Eichung:
{\displaystyle \Delta {\vec {A}}+\omega ^{2}\mu \epsilon {\vec {A}}=\Delta {\vec {A}}+{\frac {\omega ^{2}}{c^{2}}}{\vec {A}}=0}

### Überlagerungsprinzip nach Helmholtz
Sind in einem Netzwerk nur lineare Widerstände und unabhängige Quellen (Stromquellen und/oder Spannungsquellen) vorhanden, so gilt folgende Beziehung:
„Die Wirkung (Strom oder Spannung) an einer beliebigen Stelle des Netzwerkes, die von allen Quellen hervorgerufen wird, ist gleich der Summe der Wirkungen jeder einzelnen Quelle, wenn zugleich die restlichen Quellen durch ihre idealen Innenwiderstände ersetzt werden. Ideale Spannungsquellen sind daher kurzzuschließen, ideale Stromquellen sind durch einen Leerlauf zu ersetzen.“
Das Überlagerungsprinzip nach Helmholtz gilt nur für Ströme und Spannungen, nicht für Leistungen.

## Helmholtz als Namenspate

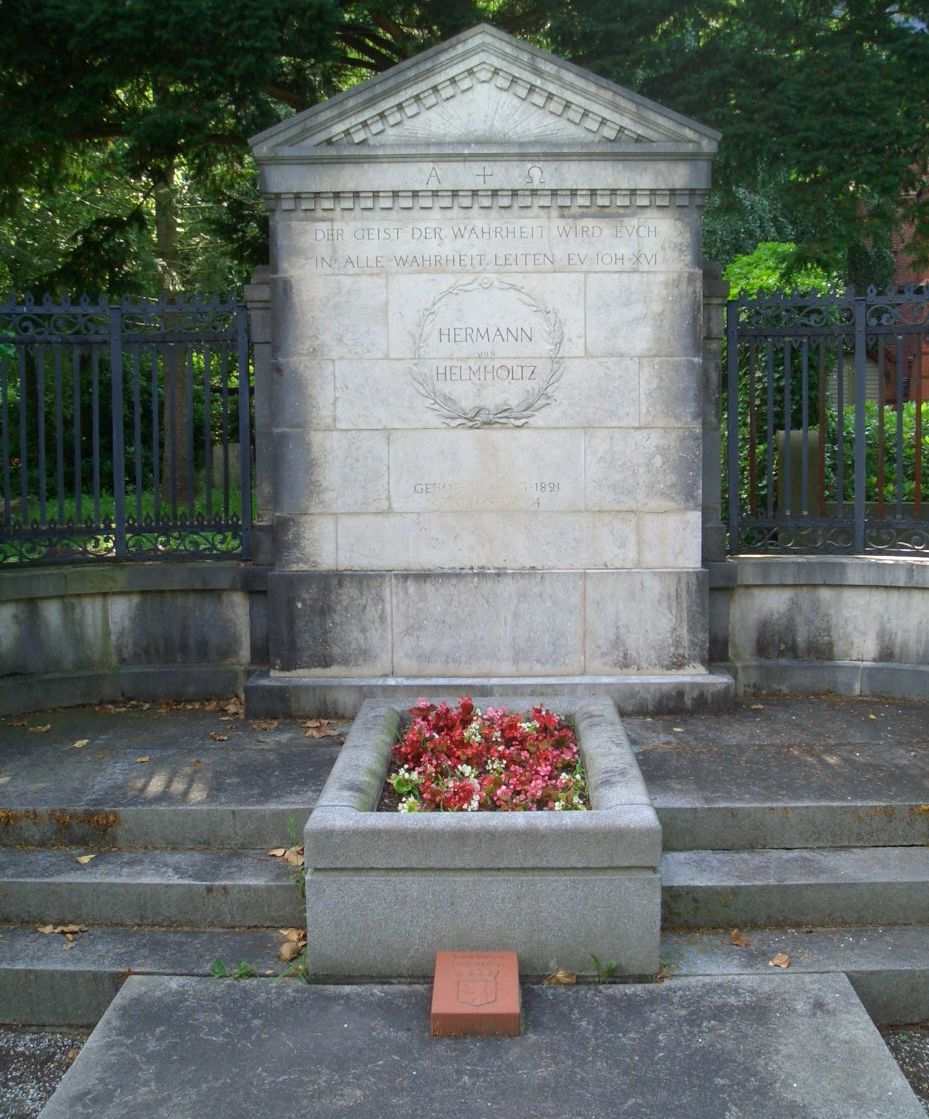
Ehrengrab auf dem Friedhof Wannsee, Lindenstraße

Nach Hermann von Helmholtz sind benannt:
- die Helmholtz-Medaille der Preußischen Akademie der Wissenschaften
- die Helmholtz-Medaille der Deutschen Gesellschaft für Akustik
- seit 1995 zahlreiche Helmholtz-Zentren und Helmholtz-Institute unter dem Dach der Helmholtz-Gemeinschaft Deutscher Forschungszentren
- mehrere Gymnasien, siehe Helmholtz-Gymnasium und Helmholtzschule
- die Integrierte Sekundarschule Hermann-von-Helmholtz-Schule in Berlin-Neukölln
- seit 1897 der Helmholtzplatz in Berlin-Prenzlauer Berg
- es gibt Helmholtzstraßen zum Beispiel in Bonn und in Düsseldorf
- seit 1865 die Pflanzengattung Helmholtzia F.Muell. aus der Familie der Philydraceae[27]
- seit 1935 der Mondkrater Helmholtz
- seit 1973 der Marskrater Helmholtz
- seit 2000 der Asteroid (11573) Helmholtz
- seit 2014: Benennung des Hermann von Helmholtz-Jahrganges 2014/2015 in Humanmedizin an der Rheinischen Friedrich-Wilhelms-Universität Bonn[28]

Es gab 1969 den Vorschlag, die physikalische Einheit für das elektrische Doppelschichtmoment Helmholtz zu nennen.
1939 hat der NS-Bund Deutscher Technik mit Zustimmung des Reichspostministers Wilhelm Ohnesorge und des Reichsverkehrsministers Julius Dorpmüller Adolf Hitler den Vorschlag unterbreitet, für die Einheit der Frequenz die Bezeichnung Helmholtz statt Hertz zu verwenden, unter Beibehaltung der Abkürzung Hz. Hintergrund war die jüdische Abstammung von Heinrich Hertz, dessen Freund und Lehrer Helmholtz war. Der Vorschlag wurde nicht verwirklicht.
Die Bezeichnung von musikalischen Tonsymbolen mit Kommata vor oder Apostrophen nach den Buchstaben (z. B. eingestrichenes a oder a′ für den Kammerton) wird auch Helmholtz-Schreibweise genannt.
Aldous Huxley benannte die Figur Helmholtz Watson in seinem Roman Schöne neue Welt (1932) nach Helmholtz.

## Ausstellung
Das Adolf-Würth-Zentrum für Geschichte der Psychologie in Würzburg zeigte zwischen Dezember 2012 und Mai 2015 eine Ausstellung zu Hermann von Helmholtz – ein Wegbereiter der Psychologie.

## Schriften (Auswahl)
- Über die Erhaltung der Kraft. Reimer, Berlin 1847. (Digitalisat und Volltext im Deutschen Textarchiv)
- Beschreibung eines Augen-Spiegels zur Untersuchung der Netzhaut im lebenden Auge. A. Förstner’sche Verlagsbuchhandlung (P. Jeanrenaud), Berlin 1851; weitere Ausgabe: J. A. Barth, Leipzig 1910; Nachdruck: Zentralantiquariat der DDR, Leipzig 1968.
- Über eine neue einfachste Form des Augenspiegels. In: Vierordts Archiv für physiologische Heilkunde. Band 11, 1852, S. 827–843.
- Ueber die Wechselwirkung der Naturkräfte und die darauf bezüglichen neuesten Ermittelungen der Physik: ein populär-wissenschaftlicher Vortrag, gehalten am 7. Februar 1854. Gräfe & Unzer, Königsberg 1854. (bei der HU Berlin: Volltext)
- Ueber die Accommodation des Auges. In: Graefes Archiv für Ophthalmologie. Band 1, 1854–1855, S. 1–74.
- Theorie der Luftschwingungen in Röhren mit offenen Enden. In: Journal für die reine und angewandte Mathematik. 57, Heft 1, 1860, S. 1–72. (Digitalisat und Volltext im Deutschen Textarchiv)
- Die Lehre von den Tonempfindungen als physiologische Grundlage für die Theorie der Musik. Friedrich Vieweg & Sohn, Braunschweig 1863 (online), Nachdruck: Minerva-Verlag, Frankfurt am Main 1981, ISBN 3-8102-0715-2. Zweite Auflage: Friedrich Vieweg & Sohn, Braunschweig 1865, Textarchiv – Internet Archive. Fünfte Ausgabe, Vieweg und Sohn, Braunschweig 1896 (Google Books)
- Das Denken in der Medizin. Berlin 1877.
- Über die akademische Freiheit der deutschen Universitäten – Rede beim Antritt des Rectorats an der Friedrich-Wilhelms-Universität zu Berlin am 15. October 1877 gehalten. August Hirschwald, Berlin 1878. (bei der HU Berlin: Volltext)
- Die Mechanik der Gehörknöchelchen und des Trommelfells. In: Pflügers Archiv der gesamten Physiologie. Band 1, 1868, S. 1–60,  Textarchiv – Internet Archive (auch bei Max Cohen und Sohn, Bonn 1869)
- Schriften zur Erkenntnistheorie. Kommentiert von Moritz Schlick und Paul Hertz, hrsg. von Ecke Bonk. Springer, Wien / New York 1998, ISBN 3-211-82770-6.
- Dynamik continuirlich verbreiteter Massen. Hrsg. von Otto Krigar-Menzel. Verlag J. A. Barth, Leipzig 1902,  Textarchiv – Internet Archive.
- Über die Erhaltung der Kraft. (1847) / Über Wirbelbewegungen. (1858), hrsg. von A. Wangerin, 2. Auflage. (Reprint der Ausg. Leipzig, Engelmann, Thun: Deutsch, Frankfurt am Main 1996, ISBN 3-8171-3001-5)
- Zwei hydrodynamische Abhandlungen von H. v. Helmholtz. I. Ueber Wirbelbewegungen (1858) II. Ueber discontinuirliche Flüssigkeitsbewegungen (1868) Herausgegeben von A. Wangerin. Verlag Wilhelm Engelman, Leipzig 1896, Textarchiv – Internet Archive
- Zur Geschichte des Princips der kleinsten Action. In: Sitzungsberichte der Königlich Preussischen Akademie der Wissenschaften zu Berlin. Band 14, 1887 (bei der HU Berlin: Volltext)
- Abhandlungen zur Philosophie und Geometrie. Hrsg. und eingeleitet von Sabine S. Gehlhaar. Junghans, Cuxhaven 1987, ISBN 3-926848-00-6.
- Vorlesungen über Theorie der Wärme. Hrsg. von Franz Richarz. Verlag J. A. Barth, Leipzig 1903, Textarchiv – Internet Archive
- Physiological optics. Band 3. (J. P. C. Southall, Trans.) Optical Society of America, Rochester NY 1925/1909.
- Das Denken in der Naturwissenschaft. Unveränd. reprograf. Nachdr. Wissenschaftliche Buchgesellschaft, Darmstadt 1968.
- Die Tatsachen in der Wahrnehmung / Zählen und Messen erkenntnistheoretisch betrachtet. Unveränd. fotomechan. Nachdr. Wissenschaftl. Buchgesellschaft, Darmstadt 1959.
- Vorträge und Reden von Hermann von Helmholtz. Erster Band. Vierte Auflage. Verlag Friedrich Vieweg & Sohn, Braunschweig 1896, Textarchiv – Internet Archive.
- Vorträge und Reden. Band 2. 4. Auflage. Vieweg, Braunschweig 1896.
- Handbuch der physiologischen Optik. L. Voss, Leipzig 1867 (Digitalisat); 3. Auflage Hamburg/Leipzig 1911.
- Vorlesungen über die elektromagnetische Theorie des Lichts. Hamburg, Leipzig 1897 (Google Books) .
- Philosophische und populärwissenschaftliche Schriften. Herausgegeben von Michael Heidelberger, Helmut Pulte und Gregor Schiemann. 3 Bände. Felix Meiner Verlag, Hamburg 2017, ISBN 978-3-7873-2896-3.